# 马坪镇 (广水市)
马坪镇，是中华人民共和国湖北省随州市广水市下辖的一个乡镇级行政单位。

## 行政区划
马坪镇下辖以下地区：
军山社区、随应桥村、三里岗村、车站村、严舒畈村、黄金畈村、胡家岩村、新河村、棚子岗村、东青村、峰山村、龟山村、洪桥村、柏林村和狮子岗村。